# Rudyard Kipling
« Kipling » redirige ici. Pour les autres significations, voir Kipling (homonymie).
Rudyard Kipling, né le 29 décembre 1865 à Malabar Hill (Bombay) en Inde britannique et mort le 18 janvier 1936 à Londres, est un écrivain britannique.
Ses ouvrages pour la jeunesse connaissent dès leur parution un succès qui ne s'est jamais démenti, notamment Le Livre de la jungle (1894), Le Second Livre de la jungle (1895), Histoires comme ça (1902), Puck, lutin de la colline (1906). Il est également l'auteur du roman Kim (1901), de poèmes dont parmi les plus célèbres Mandalay (1890), Gunga Din (1890) et Tu seras un homme, mon fils (1910) et de nouvelles, dont L'Homme qui voulut être roi (1888) et le recueil Simples contes des collines (1888). Il est considéré comme un « innovateur dans l'art de la nouvelle », un précurseur de la science-fiction, et l'un des plus grands auteurs de la littérature de jeunesse. Son œuvre manifeste un talent pour la narration qui s'est exprimé dans des formes variées.
De la fin du XIXe siècle au milieu du XXe siècle, Rudyard Kipling reste l'un des auteurs les plus populaires de la langue anglaise. Cependant, il est souvent considéré comme un « prophète de l'impérialisme britannique », selon l'expression de George Orwell. La controverse au sujet des préjugés et du militarisme qui seraient présents dans son œuvre a traversé tout le XXe siècle.
En 1907, il est le premier auteur de langue anglaise à recevoir le prix Nobel de littérature, et le plus jeune à l'avoir reçu (à 42 ans). Par la suite, il refuse d'être anobli.

## Biographie

### Enfance
Joseph Rudyard Kipling est le fils d'Alicia MacDonald (en), fille d'un pasteur méthodiste, et de John Lockwood Kipling, professeur de sculpture à la Jejeebhoy School of Art and Industry de Bombay ; ses parents se marient le 18 mars 1865 en Angleterre juste avant la nomination de son père à Bombay. Ils viennent à peine d'arriver en Inde, que leur fils naît à qui ils donnent le prénom de Rudyard en référence au lac Rudyard (en) dans le Staffordshire où ils se sont rencontrés. D'après Bernice M. Murphy, « les parents de Kipling se considéraient comme des « Anglo-Indiens » et leur fils devait faire de même, bien qu'il ait passé la plus grande partie de sa vie hors d'Inde. Cela explique pourquoi des problèmes complexes d'identité et d'allégeance nationale marquent ses œuvres de fiction. »

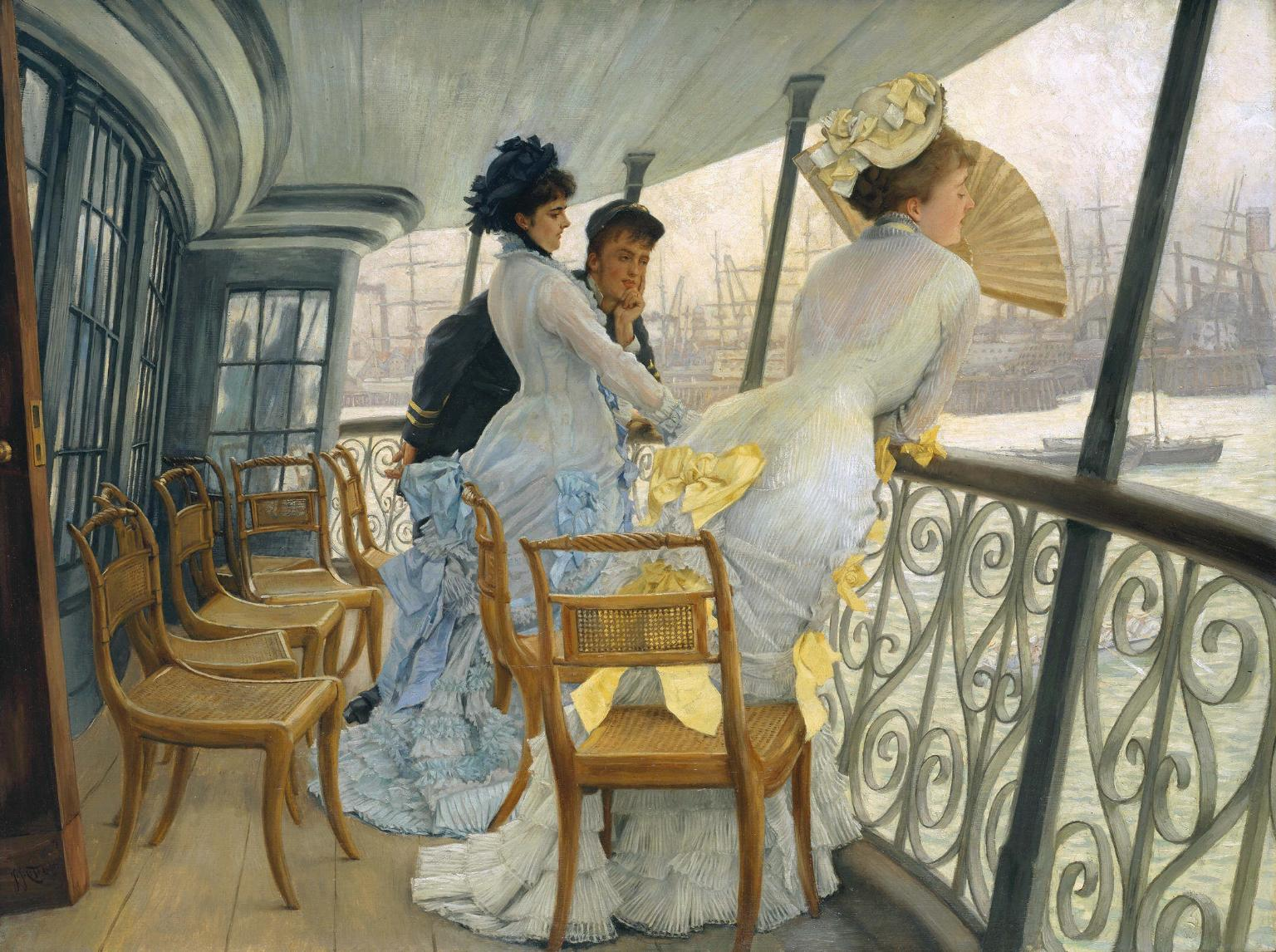
James Tissot, le Calcutta (Portsmouth), 1876.

Ces journées de « ténèbres et de lumière crue » passées à Bombay et décrites avec nostalgie dans Baa Baa Black Sheep (1888) et Something of Myself (1935) prirent fin lorsque Kipling eut six ans et fut envoyé en Angleterre comme le voulait la tradition chez les Britanniques employés aux colonies. En effet, ces derniers craignaient généralement qu'un contact prolongé avec les domestiques indiens ne modifie durablement la personnalité de leur progéniture, ne l'« indigénise » (« go native »). Rudyard et sa jeune sœur Alice (dite Trix) de trois ans furent donc envoyés par bateau pour l'Angleterre, en l'occurrence pour se rendre à Southsea, Portsmouth, dans une famille d'accueil qui prenait en pension des enfants britanniques dont les parents résidaient en Inde. Les deux enfants grandirent sous la tutelle du capitaine Holloway et de son épouse, à Lorne Lodge, pendant les six années qui suivirent. Dans son autobiographie, publiée plus de soixante ans plus tard, Kipling évoque cette période avec horreur en se demandant non sans ironie si le mélange de cruauté et d'abandon qu'il subit auprès de Mme Holloway n'aurait pas précipité l'éclosion de ses talents littéraires.

« Si vous faites subir un interrogatoire à un enfant de sept ou huit ans sur ses activités de la journée (surtout lorsqu'il tombe de sommeil), il se contredira d'une façon tout à fait satisfaisante. Si chaque contradiction est épinglée comme mensonge et rapportée au petit déjeuner, la vie n'est pas facile. J'ai dû subir pas mal de brimades, mais il s'agissait là de torture délibérée, appliquée religieusement et scientifiquement. Par contre cela m'obligea à faire très attention aux mensonges que je dus bientôt concocter et je suppose qu'il s'agit d'une bonne base pour une carrière littéraire. »

Trix fut mieux traitée que Rudyard, car Mme Holloway voyait en elle un beau parti pour son fils. Cependant les deux enfants avaient de la famille en Angleterre, au sein de laquelle ils pouvaient séjourner. À Noël, ils passaient un mois chez leur tante Georgiana (sœur de Mrs. Kipling) et son mari, le peintre Edward Burne-Jones, dans leur maison de Fulham à Londres, « un paradis auquel je dois en vérité d'avoir été sauvé », selon Kipling. Au printemps 1877, Alice Kipling revint d'Inde et retira les enfants de Lorne Lodge.

« Maintes et maintes fois par la suite, ma tante bien-aimée me demanda pourquoi je n'avais jamais raconté comment j'étais traité. Mais les enfants ne parlent pas plus que les animaux car ils acceptent ce qui leur arrive comme étant décidé de toute éternité. De plus, les enfants maltraités savent très exactement ce qui les attend s'ils révèlent les secrets d'une prison avant d'en être bel et bien sortis. »

En janvier 1878, Kipling entra au United Services College, à Westward Ho! dans le Devon, école fondée quelques années plus tôt afin de préparer les garçons à la carrière militaire. Ses débuts à l'école s'avérèrent difficiles, mais il finit par se faire des amitiés durables et ces années lui fournirent la matière du recueil d'histoires de potaches, Stalky & Co., publié des années plus tard. Au cours de cette période, Kipling tomba amoureux de Florence Garrard, copensionnaire de Trix à Southend où sa sœur était retournée. Florence servira de modèle à Maisie, l'héroïne du premier roman de Kipling, La Lumière qui s'éteint (1891).
Vers la fin de sa scolarité dans cette école, il fut décidé qu'il n'avait pas les aptitudes nécessaires pour obtenir une bourse d'études qui lui aurait permis d'aller à l'université d'Oxford. Ses parents n'avaient pas les moyens de financer ses études supérieures. Kipling père procura donc un emploi à son fils à Lahore, où il était directeur de l'école d'art Mayo College of Arts et curateur du musée de Lahore. Kipling travaillerait donc comme assistant dans un petit journal local, la Civil & Military Gazette. Il prit le bateau pour l'Inde le 2 septembre et débarqua à Bombay le 20 octobre 1882.

### Voyages de jeunesse
La gazette civile et militaire (Civil and Military Gazette) de Lahore, que Kipling appellera plus tard « ma première maîtresse, mon premier amour » paraissait six jours par semaine de janvier à décembre, avec une interruption d'une journée à Noël et une autre à Pâques. Kipling était rudement mis à contribution par le rédacteur en chef, Stephen Wheeler, mais rien ne pouvait étancher sa soif d'écrire. En 1886, il publia son premier recueil de poésies, Departmental Ditties. Cette même année vit arriver un nouveau rédacteur en chef, Kay Robinson, qui lui laissa une plus grande liberté artistique et lui proposa de composer des nouvelles pour le journal.
Entre-temps, pendant l'été 1883, Kipling s'était rendu pour la première fois à Shimla, station de montagne célèbre qui servait de capitale d'été officielle du Raj britannique depuis 1864 : six mois par an, le vice-roi et le gouvernement s'y installaient, faisant de la ville « à la fois un centre de pouvoir et de plaisir ». Le père de Kipling y reçut la commande d'une fresque qui devait orner l'église du Christ. Rudyard et sa famille revinrent y passer leurs vacances tous les ans de 1885 à 1888, et la ville figura régulièrement dans les récits qu'il publiait dans la Gazette. Les sociabilités mondaines de la station d'altitude coloniale y sont décrites avec un regard souvent critique et ironique, notamment à l'égard du jeu amoureux perpétuel qui s'y déployait, selon lui, entre Britanniques désœuvrés.

« Les vacances à Shimla, ou toute autre station où se rendaient mes parents, étaient un mois de pur bonheur, où chaque heure dorée comptait. Le voyage commençait dans l'inconfort sur la route ou le rail. Il se terminait dans la fraîcheur du soir, avec un feu de bois dans votre chambre à coucher, et le lendemain matin (avec la perspective de trente matins encore à venir !) une tasse de thé matinale, apportée par votre mère, et ces longues conversations où vous vous retrouviez de nouveau tous ensemble. Et puis vous aviez le temps de travailler à toutes les idées folles ou sérieuses qui vous traversaient la tête, et Dieu sait s'il y en avait. »

Reçu Franc-maçon en 1885 dans la loge « Hope and Perseverance » no 782 aux Indes, il obtient une dispense du grand maître du district du Pendjab lui permettant d'être initié avant l'âge de 21 ans. Il est ensuite élevé au grade de maître maçon dans la loge de « Marque Fidélité », puis élevé au grade de « Marinier de l'Arche Royale » dans la loge d'« Ark Mariner » du Mont Ararat.

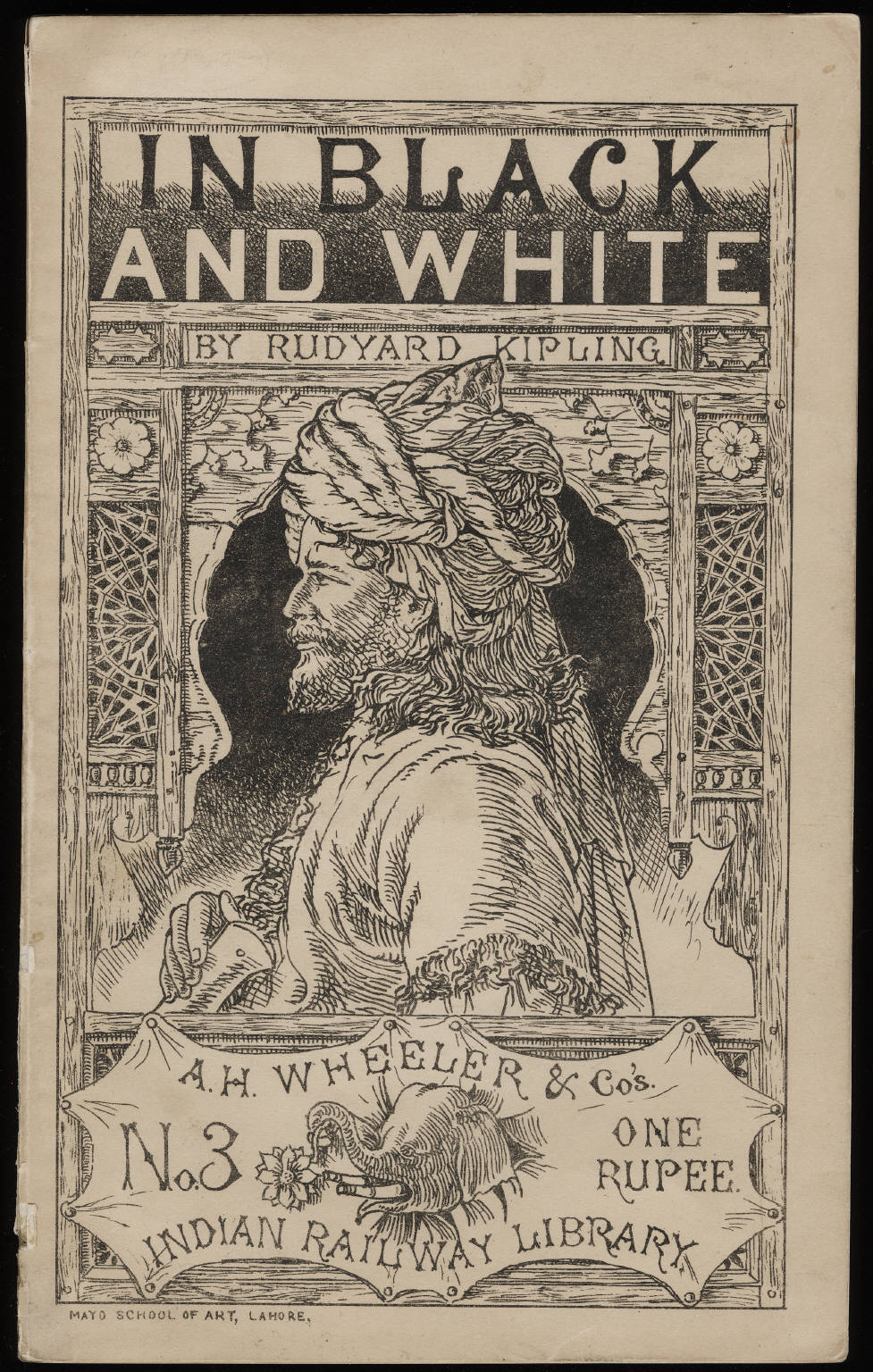
Couverture de In Black and White

De retour à Lahore, Kipling publia une quarantaine de nouvelles dans la Gazette entre novembre 1886 et juin 1887. La plupart de ces récits furent rassemblés dans Simples contes des collines, son premier recueil de prose publié à Calcutta en janvier 1888, alors qu'il venait d'avoir vingt-deux ans. Mais le séjour à Lahore touchait à sa fin. En novembre 1887, il fut muté à Allâhâbâd, dans les bureaux de The Pioneer, grand frère de la Gazette. Kipling écrivait toujours au même rythme effréné, publiant six recueils de nouvelles dans l'année qui suivit : Soldiers Three (Trois soldats), The Story of the Gadsbys (Histoire des Gadsby), In Black and White (En noir et blanc), Under the Deodars (Sous les cèdres de l'Himalaya), The Phantom Rickshaw (Le Rickshaw fantôme), et Wee Willie Winkie (P'tit Willie Winky), soit un total de 41 nouvelles, dont certaines étaient presque déjà de courts romans. De plus, en tant que correspondant dans la zone ouest du Rajasthan, il rédigea de nombreux billets qui furent rassemblés plus tard sous le titre Letters of Marque et publiés dans From Sea to Sea and Other Sketches, Letters of Travel (D'une mer à l'autre, lettres de voyage).
Au début de l'année 1889, The Pioneer suspendit Kipling à la suite d'un différend. L'écrivain, quant à lui, commençait à songer à l'avenir. Il céda les droits de ses six volumes de nouvelles pour 200 livres sterling et de dérisoires droits d'auteur, et les droits des Plain Tales from the Hills pour cinquante livres. Enfin, il reçut six mois de salaire en guise de préavis de licenciement. Il décida de consacrer cet argent au financement de son retour à Londres, capitale littéraire de l'empire britannique.
Le 8 mars 1889, Kipling quitta l'Inde, d'abord en direction de San Francisco en faisant escale à Rangoon, Singapour, Hong Kong et au Japon. Puis il traversa les États-Unis en rédigeant des articles pour The Pioneer qui devaient également paraître dans le recueil From Sea to Sea (D'un océan à l'autre). De San Francisco, Kipling fit route vers le nord jusqu'à Portland, dans l'Oregon; puis Seattle, dans l'État de Washington. Il fit une incursion au Canada, visitant Victoria, Vancouver et la Colombie-Britannique. Il revint ensuite aux États-Unis pour explorer le parc national de Yellowstone, avant de redescendre vers Salt Lake City. Ensuite, il prit la direction de l'est, traversant les États du Nebraska en s'arrêtant à Omaha, et de l'Illinois, s'arrêtant à Chicago. De là, il partit pour Beaver (Pennsylvanie), sur les rives de l'Ohio pour un séjour chez les Hill. Le professeur Hill l'accompagna ensuite à Chautauqua, puis aux chutes du Niagara, Toronto, Washington D.C., New York et Boston. Il fit la connaissance de Mark Twain à Elmira (État de New York), devant lequel il se sentit fort intimidé. Puis il traversa l'Atlantique pour débarquer à Liverpool en octobre 1889. Quelques mois plus tard, il faisait des débuts remarqués dans le monde littéraire londonien.

### Débuts littéraires

#### Débuts londoniens
Rudyard Kipling réussit à publier plusieurs de ses nouvelles dans des revues et trouva une chambre dans Villiers Street, près du Strand, où il logea de 1889 à 1891. À l'époque où il publia son premier roman, La Lumière qui s'éteint, il commença à souffrir de dépression. Il fit la connaissance de Wolcott Balestier (en), écrivain américain, qui travaillait également comme agent littéraire. Ensemble ils écrivirent un roman, The Naulahka. En 1891, sur le conseil du corps médical, Kipling s'embarqua pour un nouveau voyage qui le mena d'Afrique du Sud en Australie, puis en Nouvelle-Zélande et en Inde. Mais il renonça à son projet d'y passer Noël en famille lorsqu'il apprit la nouvelle de la mort de Wolcott Balestier, qui venait de succomber brutalement à la fièvre typhoïde. Il décida de rentrer immédiatement à Londres et envoya un télégramme à la sœur de Wolcott, Caroline Starr dite "Carrie" Balestier, pour lui demander sa main. La jeune fille, dont il avait fait la connaissance l'année précédente et dont il était très proche, accepta. Entre-temps, vers la fin 1891, paraissait à Londres une anthologie de nouvelles sur la présence britannique en Inde, Life's handicap.

#### Mariage et lune de miel
Le 18 janvier 1892 eut lieu le mariage de Carrie Balestier (29 ans) et Rudyard Kipling (26 ans) « au plus fort de l'épidémie de grippe » qui sévissait à Londres, « au point que les pompes funèbres manquaient de chevaux noirs et devaient se contenter de chevaux bruns ». La cérémonie eut lieu dans l'église All Souls (Toussaint), à Langham Place, et c'est Henry James qui mena la mariée jusqu'à l'autel.
Les jeunes mariés décidèrent de faire un voyage de noces qui les mènerait d'abord aux États-Unis, où ils en profiteraient pour rendre visite à la famille de Carrie, dans l'État du Vermont, puis au Japon. Malheureusement, à leur arrivée à Yokohama, les jeunes gens eurent la mauvaise surprise d'apprendre que leur banque, la New Oriental Banking Corporation, était en défaut de paiement.

#### Séjour américain

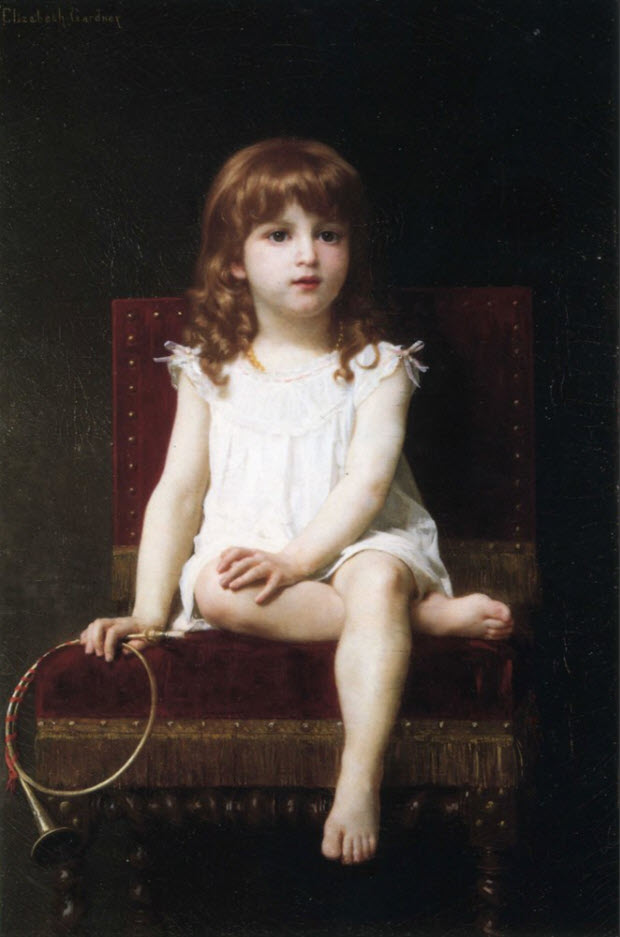
Portrait d'une des filles de Rudyard Kipling par Elizabeth Gardner (localisation inconnue).

Faisant contre mauvaise fortune bon cœur, le jeune couple retourna aux États-Unis et loua une petite maison près de Brattleboro dans le Vermont pour une somme de dix dollars par mois. Carrie était enceinte de leur premier enfant.

« Elle fut meublée avec cette simplicité d'une époque qui ne connaissait pas la location-vente. Nous fîmes l'acquisition d'une énorme chaudière de seconde ou troisième main qui alla dans la cave. Pour accommoder des tuyaux de fer-blanc de huit pouces de diamètre nous fîmes généreusement percer notre mince plancher (c'est pur miracle que nous n'ayons pas été brûlés dans nos lits au moins une fois par semaine cet hiver là) et nous vécûmes extrêmement, égocentriquement heureux. »

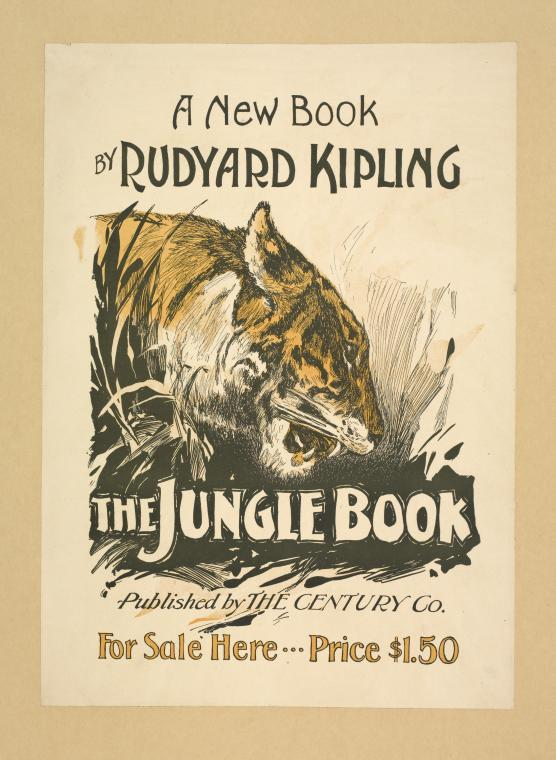
Affiche annonçant la vente du Livre de la jungle (vers 1900).

C'est dans cette maisonnette, surnommée Bliss cottage (la villa du bonheur parfait) que naquit leur premier enfant, une fille, Joséphine, « la nuit du 29 décembre 1892 sous trois pieds de neige. L'anniversaire de sa mère tombant le 31 et le mien le 30 du même mois, nous la félicitâmes de cet esprit d'à propos ». C'est dans cette maisonnette que Kipling eut pour la première fois l'idée de ce qui allait devenir Le Livre de la jungle :

« Mon bureau faisait sept pieds sur huit et de décembre à avril la neige s'accumulait jusqu'au rebord de la fenêtre. Or il se trouvait que j'avais rédigé une histoire sur les travaux forestiers en Inde où je parlais d'un enfant élevé par des loups. Dans le silence et l'attente de cet hiver 1892 je sentis remonter des souvenirs des lions maçonniques des magazines pour la jeunesse que je lisais enfant, et voici qu'une phrase du roman de Rider Haggard Nadia, the Lily (Nadia le lys) se combine avec l'écho de ce récit. L'idée une fois précisée dans ma tête, la plume fait le reste, et je n'ai qu'à la regarder commencer à écrire des histoires sur Mowgli et les animaux qui allaient constituer le Livre de la jungle. »

Après la naissance de Joséphine, la maisonnette devint trop petite et les Kipling achetèrent un terrain de dix hectares appartenant au frère de Carrie, Beatty Balestier. C'est là, sur le flanc d'une colline rocheuse surplombant le fleuve Connecticut, qu'ils firent construire une maison que Kipling baptisa « Naulakha » en l'honneur de Wolcott. Naulakha, qui signifie littéralement « neuf lakh » (ou neuf cent mille roupies) en hindî, était le nom donné aux colliers des reines dans les contes populaires de l'Inde du nord, un « bijou sans prix », selon la traduction qu'en donnait Kipling.
Cette retraite au cœur du Vermont, ainsi qu'une vie « saine et propre », stimula l'imagination de Kipling. En l'espace de quatre ans, il produisit, en plus du Livre de la jungle, un recueil de nouvelles (The Day's Work, Le Travail de la journée), un roman (Capitaines courageux) et de nombreuses poésies, dont le volume des Seven Seas (Les Sept Mers). Le recueil de poèmes intitulé Barrack-Room Ballads, qui contient deux pièces célèbres, Mandalay et Gunga Din parut en mars 1892. Il prit un plaisir immense à rédiger les deux volumes du Livre de la jungle, chef-d'œuvre d'imagination poétique, et à répondre à l'abondant courrier de ses jeunes lecteurs.

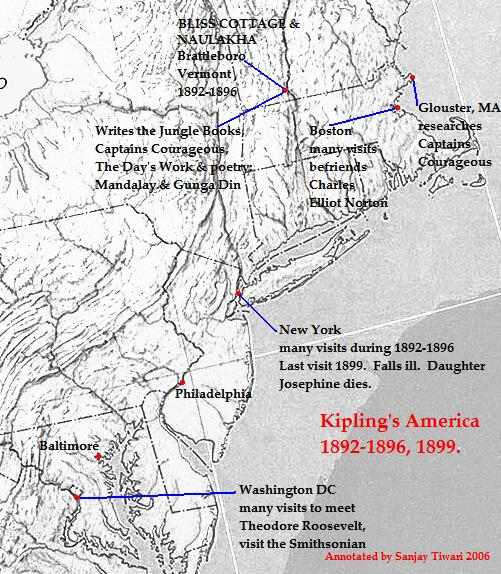
Rudyard Kipling's America 1892–1896, 1899.

La vie de l'écrivain était parfois interrompue par des visites, dont celle de son père, John Lockwood Kipling, qui vint leur rendre visite après avoir pris sa retraite en 1893, et celle de l'écrivain britannique Arthur Conan Doyle qui arriva avec ses clubs de golf pour un séjour de quarante-huit heures au cours duquel il donna à Kipling un cours de golf intensif,. Kipling semble avoir pris goût au golf, qu'il pratiqua à l'occasion en compagnie du pasteur local, utilisant des balles rouges lorsque le sol était recouvert de neige,. Malheureusement jouer au golf sous la neige n'était pas de tout repos : « les drives ne connaissaient aucune limite ; la balle pouvait glisser sur deux ou trois kilomètres le long de la pente et finir dans le Connecticut ». Tous les témoignages soulignent son amour de la nature, en particulier des couleurs de l'automne dans le Vermont.
En février 1896, les Kipling eurent une seconde fille, Elsie. Selon plusieurs biographes, leurs relations n'avaient plus à cette époque le caractère joyeux et spontané des débuts. Les deux époux restèrent fidèles l'un à l'autre, mais leur mariage était dans une ornière. Dans une lettre adressée à un ami qui venait de se fiancer, Kipling offrit ce point de vue pessimiste : le mariage enseignait « les vertus les plus ardues, humilité, contrôle de soi, et prudence ».
Deux incidents allaient chasser la famille de Rudyard Kipling du Vermont. Le premier était lié à la situation politique internationale : au début des années 1890, la Grande-Bretagne et le Venezuela se disputaient âprement sur le tracé de la frontière de la Guyana. Les États-Unis avaient plusieurs fois offert leur arbitrage, mais en 1895 le secrétaire d'État américain aux affaires étrangères Richard Olney haussa le ton en revendiquant le droit pour son pays d'arbitrer une dispute qui concernait le continent américain (l'argument d'Olney était basé sur la doctrine Monroe). Cette déclaration irrita les Britanniques et en quelques semaines l'incident prit les proportions d'une véritable crise, chacune des parties menaçant d'en venir aux armes. L'épisode allait paradoxalement renforcer la coopération entre les deux pays mais, au plus fort du conflit, Kipling se sentit désemparé devant la montée du sentiment anti-britannique aux États-Unis, notamment dans la presse. Il écrivit que c'était comme « être menacé de recevoir une carafe dans la figure au beau milieu d'un repas convivial ». Le second "incident" concerne les rapports de Kipling avec Beatty Smith Balestier, l'un des frères de Caroline : le comportement "turbulent" de Beatty, porté sur la boisson, fit qu'il manqua un jour de renverser Kipling avec son attelage. Kipling porta plainte et un procès s'ensuivit. Certains estiment que les Kipling, à cette occasion, constatèrent qu'ils n'étaient pas très populaires dans la région. Ce serait l'une des causes de la décision de quitter non seulement Naulahka [orthographe retenue par Kipling], mais aussi définitivement les États Unis.
En janvier 1896, il prit la décision, selon son biographe officiel, de mettre un terme à cette « existence au bon air » et de quitter les États-Unis pour aller chercher fortune ailleurs.

#### Retour dans le Devon
De retour en Angleterre en septembre 1896, les Kipling s'installèrent à Torquay sur la côte du Devon, dans une maison à flanc de colline qui regardait la mer. Kipling n'aimait pas cette nouvelle résidence dont l'orientation, affirmait-il, rendait ses occupants tristes et déprimés, mais pendant son séjour il se montra très actif sur le plan social et littéraire.

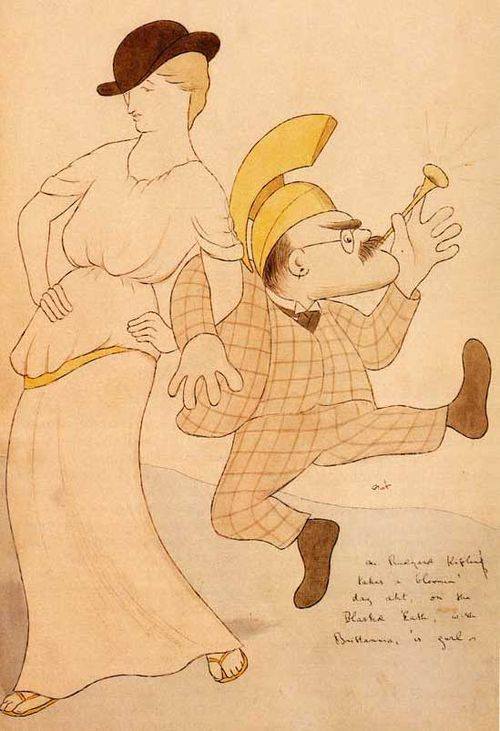
Kipling and Britannia par Sir Max Beerbohm (1904)

Kipling était désormais célèbre, et ses écrits témoignaient d'un intérêt grandissant pour la politique. Il avait commencé à rédiger deux poèmes qui allaient déclencher une vive controverse lors de leur publication, Recessional (1897) et The White Man's Burden (Le Fardeau de l'homme blanc) (1899). Ce dernier était conçu comme une série de conseils aux États-Unis qui venaient de prendre le contrôle des Philippines, mais on l'envisage communément aussi dans une perspective plus large de réflexion sur l'impérialisme occidental. Certains y virent un simple chant à la gloire de l'impérialisme britannique, d'autres y lurent un plaidoyer en faveur d'une politique impériale éclairée, animée par le sens du devoir, conforme à l'ethos victorien. D'autres encore en firent une lecture au second degré, croyant voir dans ces poèmes une mise en accusation ironique de la façon dont était gérée la politique impériale. En tous les cas, il ne peut être perçu comme un hymne à l'impérialisme triomphant, dans la mesure où il manifeste une inquiétude certaine sur son avenir et le jugement qui lui sera postérieurement porté.
Take up the White Man's burden—

Send forth the best ye breed—

Go, bind your sons to exile

To serve your captives' need;

To wait, in heavy harness,

On fluttered folk and wild—

Your new-caught sullen peoples,

Half devil and half child.

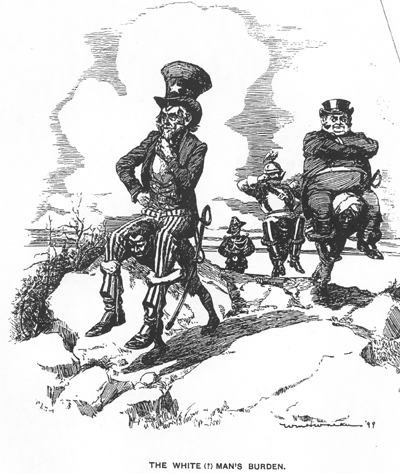
Illustration satirique de Le Fardeau de l'homme blanc (Life, 16 mars 1899).

Recessional exprime également l'inquiétude de l'auteur, la crainte que tout pourrait être un jour anéanti :
Far-called, our navies melt away;

On dune and headland sinks the fire:

Lo, all our pomp of yesterday

Is one with Nineveh and Tyre!

Judge of the Nations, spare us yet.

Lest we forget - lest we forget!
La production de Kipling est variée et prolifique pendant ce séjour à Torquay. Il rédige ainsi, outre des poèmes, Stalky & Co., recueil de récits basés sur ses années de pensionnat au United Services College de Westward Ho!. Ses jeunes héros font preuve d'une vision désenchantée et cynique du patriotisme et de l'autorité. Les membres de la famille de Kipling racontèrent plus tard qu'il aimait leur faire la lecture à haute voix des aventures de Stalky et compagnie, et qu'il avait souvent des fou-rires à la lecture des passages les plus comiques.

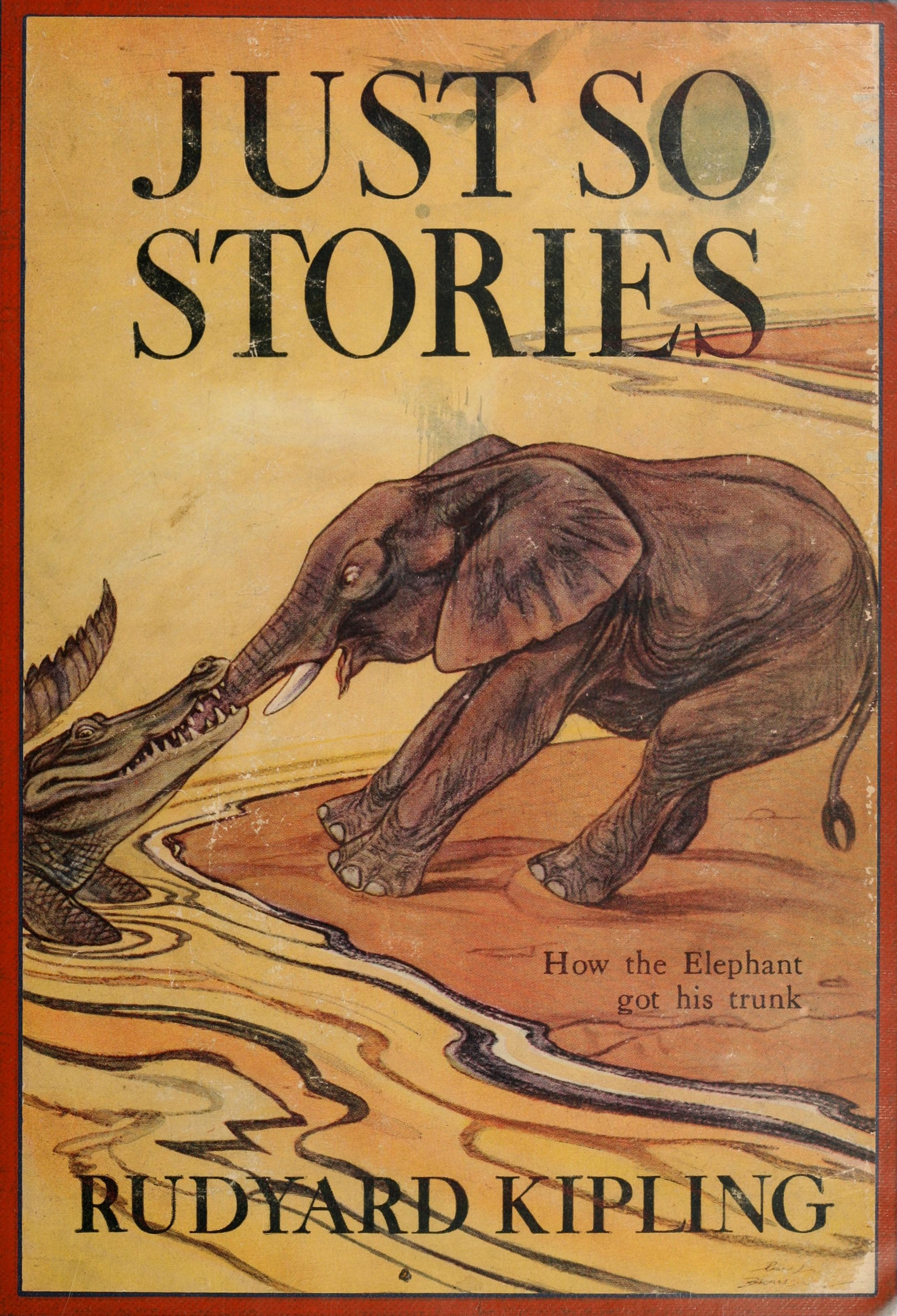
Illustration de Just So Stories (c1912).

Début 1898, Kipling et les siens se rendirent en Afrique du Sud pour les vacances d'hiver, séjour qui allait devenir une tradition jusqu'en 1908. Auréolé de sa toute nouvelle gloire de poète de l'empire, Kipling fut reçu chaleureusement par certains des politiciens les plus influents du Cap, dont Cecil Rhodes, Sir Alfred Milner et Leander Starr Jameson. De son côté Kipling cultiva leur amitié et devint un fervent admirateur de ces hommes et de leur politique. Les années 1898–1910 furent cruciales pour l'Afrique du Sud, avec la seconde Seconde guerre des Boers (1899–1902), le traité de paix qui s'ensuivit et la naissance de l'Union Sud-Africaine en 1910, et, de retour en Angleterre, Kipling écrivit des poèmes de soutien à la cause anglaise dans la guerre des Boers, et lors de son séjour sud-africain de 1900, contribua à la création d'un journal, The Friend (L'Ami), destiné aux troupes britanniques de Bloemfontein, la nouvelle capitale de l'État libre d'Orange. Sa contribution au journal ne dura pas plus de deux semaines, mais c'était la première fois qu'il reprenait la plume du journaliste depuis qu'il avait quitté — plus de dix ans plus tôt — l'équipe de The Pioneer d'Allâhâbâd.
C'est à Torquay que Kipling commença à rassembler des idées pour un autre grand classique de la littérature enfantine, Les Histoires comme ça (Just So Stories for Little Children). Le livre parut en 1902, un autre de ses plus grands succès de librairie, Kim, étant paru l'année précédente. En marge de ces œuvres romanesques, Kipling participa au débat sur la réponse que devait apporter l'Angleterre au développement de la flotte de guerre allemande ; il rédigea une série d'articles dans le courant de l'année 1898, articles qui furent ensuite publiés sous le titre A Fleet in Being.
En 1899, lors d'un séjour aux États-Unis, Kipling et sa fille aînée Joséphine contractèrent une pneumonie à laquelle succomba la petite fille.

### Apogée de la carrière littéraire

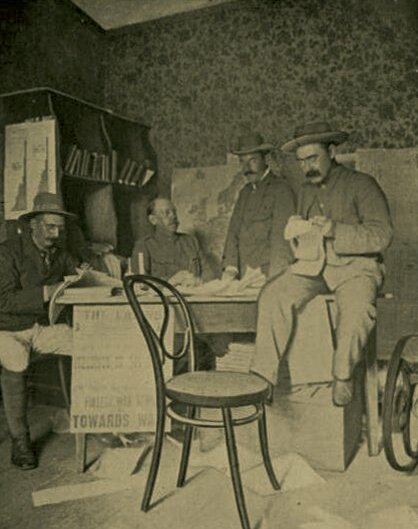
Kipling sur la droite.

Kipling fut au sommet de sa gloire dans la première décennie du XXe siècle. En 1907, il reçut le prix Nobel de littérature « en raison de la puissance d'observation, de l'originalité d'invention, de la vigueur des idées et du remarquable talent narratif qui caractérisent les œuvres de cet écrivain mondialement célèbre. » L'attribution des différents prix Nobel date de 1901 et Kipling en fut le premier lauréat anglophone. Lors de la cérémonie qui eut lieu à Stockholm le 10 décembre 1907, le secrétaire permanent de l'académie suédoise, C.D. af Wirsén, associa dans un vibrant hommage Kipling et trois siècles de littérature anglaise.

« L'académie de Suède, en attribuant cette année le prix Nobel de littérature à Rudyard Kipling, souhaite rendre hommage à la littérature anglaise si riche de gloires diverses, ainsi qu'au plus grand génie que ce pays ait jamais produit dans le domaine de la narration. »

Le couronnement littéraire de ce succès fut la publication de deux recueils, l'un de poésies et l'autre de récits Puck of Pook's Hill en 1906 et Rewards and Fairies en 1910. Ce dernier contient un de ses plus célèbres poèmes, If, traduit en français par André Maurois en 1918 avec le titre Tu seras un homme mon fils. En 1995, une enquête de la BBC classait cette exhortation au contrôle de soi et au stoïcisme comme le poème préféré des britanniques.
Kipling éprouvait de la sympathie pour les positions des unionistes irlandais qui s'opposaient à l'autonomie, la Home Rule. Il fréquenta Edward Carson, chef des unionistes de l'Ulster né à Dublin, qui forma une milice de volontaires unionistes, les Ulster Volunteers, pour combattre ce qu'il appelait par dérision Rome Rule (la dictature de Rome, allusion à l'influence de l'église catholique) en Irlande. Kipling composa le poème Ulster vers 1912, où il expose ce point de vue. Le poème évoque la journée du 28 septembre 1912 en Irlande du nord, au cours de laquelle 500 000 personnes signèrent le covenant de l'Ulster.

### Première Guerre mondiale
La réputation de Kipling était si étroitement liée aux idées optimistes qui caractérisent la civilisation européenne de la fin du XIXe siècle qu'elle pâtit inévitablement du discrédit dans lequel ces idées tombèrent pendant la Première Guerre mondiale et dans les années d'après-guerre. L'une de ses premières contributions à la guerre fut de participer au Bureau de la Propagande de Guerre. Alors qu'il circulait le long des lignes de front, il fut frappé par les exactions allemandes contre les Belges. Il fut lui-même durement frappé par la guerre lorsqu'il perdit son fils, le lieutenant John Kipling, tué à la bataille de Loos en 1915. Il écrivit ces lignes :

« Si quelqu'un veut savoir pourquoi nous sommes morts, / Dites-leur : parce que nos pères ont menti. »

Il est possible que Kipling ait éprouvé un sentiment de culpabilité pour avoir contribué à faire entrer son fils dans la garde irlandaise de la British Army, alors que le jeune homme avait été réformé à cause de sa myopie.
Ce drame est une des raisons qui poussèrent Kipling à rejoindre la commission créée par Sir Fabian Ware, The Imperial War Graves Commission (La Commission impériale des sépultures militaires) aujourd'hui Commonwealth War Graves Commission, responsable des cimetières de guerre anglais qui jalonnent la ligne du front ouest et que l'on retrouve dans tous les lieux où des soldats du Commonwealth ont été inhumés. Kipling choisit notamment la phrase célèbre, « Leur nom vivra à jamais », tirée de la Bible et inscrite sur les pierres du souvenir des sépultures les plus importantes. C'est également à Kipling que l'on doit l'inscription « Connu de Dieu » sur la tombe des soldats inconnus. Kipling rédigea aussi l'histoire de la garde irlandaise, le régiment où servit son fils. Paru en 1923, l'ouvrage est considéré comme un des exemples les plus admirables de l'histoire régimentaire. Enfin il composa une nouvelle émouvante intitulée Le Jardinier qui raconte ses visites dans les cimetières de guerre.
La voiture automobile étant devenue extrêmement populaire, Kipling devint chroniqueur automobile pour la presse écrite, rédigeant des comptes-rendus enthousiastes de ses voyages en Angleterre et à l'étranger, généralement en compagnie d'un chauffeur.
En 1922, un professeur de génie civil de l'université de Toronto demanda à Kipling, dont l'œuvre en prose et l'œuvre poétique contenaient plusieurs références à des ingénieurs, de l'aider à concevoir les détails d'une prestation de serment et d'une cérémonie de remise des diplômes pour les écoles d'ingénieur. Kipling accepta avec enthousiasme et proposa ce qui allait devenir le Rite d'Engagement de l'Ingénieur, cérémonie qui se déroule aujourd'hui sur l'ensemble du territoire canadien ; les nouveaux diplômés se voient notamment remettre un anneau de fer qui symbolise leurs devoirs vis-à-vis de la société civile.
La même année, Kipling fut élu recteur de l'université de St Andrews, en Écosse, où il succéda à J. M. Barrie. Cette fonction prit fin en 1925.

### Mort
Kipling continua à écrire jusqu'au début des années 1930, mais à un rythme moins soutenu et avec un succès moindre. Il mourut au Middlesex Hospital à Londres des suites d'une hémorragie causée par un ulcère gastro-duodénal le 18 janvier 1936, deux jours avant la mort de George V, à l'âge de 70 ans. Son décès avait d'ailleurs été annoncé de façon prématurée dans les colonnes d'une revue à laquelle il écrivit : « Je viens de lire que j'étais décédé. N'oubliez pas de me rayer de la liste des abonnés ».
Les cendres de Kipling reposent dans le Poets' Corner de l'abbaye de Westminster, aux côtés d'autres personnalités littéraires britanniques. Son épouse est décédée en 1939 à 76 ans.

## Œuvres
- Plain Tales From the Hills, 1888 (Simples contes des collines)
- Soldiers Three, 1888
- In Black and White, 1888
- The Story of the Gadsbys, 1888
- Under the Deodars, 1888
- The Phantom Rickshaw, 1888
- Wee Willie Winkie, 1888
- The Man Who Would Be King, 1888 (L'Homme qui voulut être roi)
- The Young British Soldier
- The Light That Failed, New York, F. M. Lupton, 1890 (La Lumière qui s'éteint, trad. Mme Charles Laurent, Paris, Paul Ollendorff, 1900 ; d'abord publié sous forme de roman-feuilleton dans Le Figaro du 14 septembre 1899 au 2 novembre 1899). Ce livre a été réédité par Georges Crès & Cie sous le nom La lumière qui faillit en 1922.
- Life's Handicap (Les Handicaps de la vie), 1891
- The Naulakka, Leipzig, Heinemann & Balestier, 1892 (avec W. Balestier)
- Many Inventions, 1893
- The Jungle Book, 1894 (Le Livre de la jungle, Paris, Mercure de France, 1899)
- The Second Jungle Book, Londres, MacMillan, 1895
- Captains Courageous: a Story of the Grand Banks, 1897 (Capitaines courageux, une histoire du banc de Terre-Neuve, Paris, Hachette, 1903)
- The Seven Seas, 1896
- The Day's Work, 1898
- A Fleet In Being, 1898
- Stalky and Co, 1899
- From the Sea To Sea, 1899
- Kim, Londres, MacMillan, 1901
- Just So Stories, 1902 (Histoires comme ça)
- The Five Nations, 1903
- Traffics and Discoveries, 1904
- Puck of Pook's Hill, 1906 (Puck, lutin de la colline)
- Actions and Reactions, 1909
- Rewards and Fairies, 1910 (Retour de Puck)
- Songs From Books, 1912
- Egypt of Magicians,1913, parut sous forme de lettres dans Nash's Magazine
- The Fringes of the Fleet, 1915 (Les Franges de la Flotte)
- A Diversity of Creatures, 1917
- Land and Sea Tales, 1923
- Debits and Credits, 1926
- Thy Servant a Dog, Told By Boots, 1930
- A School History of England, 1931
- Limits and Renewals, 1932

### Traductions en français
Par ordre alphabétique. La date indiquée est celle de la première édition.
- Un beau Dimanche anglais Traduction de A. Savine et M. G. Michel. Paris, Albin Michel, 1925, In-16, 12x18,5 cm, de 232 p[37].Un beau Dimanche anglais; le Diable et la haute mer; Pagett, membre du Parlement, s'instruit ; Mrs. Hauksbee tient jusqu'au bout ; les opinions de Barnabé, artilleur.
- Au Blanc et Noir. Traduction d'A. Savine. Paris Stock, 1908. In-16, 12x18 cm, de 320 pp[37].
- Brugglesmith. Traduction de A. Savine et M. G. Michel. Paris, Stock, 1911, In-16, 12x18 cm, de 308 pp[37]
- Capitaines courageux, Traduction par Louis Fabulet et Ch.Fountaine-Walker. Paris Hachette 1903.In-16, 12x18 cm, de 256 pp[37]
- Ce chien ton serviteur (trad. Jacques Vallette , ill. Madeleine Charlety), Paris, Paul Hartmann, 1931, In-12 17x22 cm de 140 pp. - Ce chien ton serviteur ; la grande chasse pour rire; Toby chien.
- La Cité de l'Epouvantable Nuit. Janvier à Février 1888 suivi de De Calcutta à Hong Kong Traduction de A. Savine Paris, Stock, 191à, In-16, 12x18 cm, -Souvenirs anecdotiques de voyages - de 314 pp[37]
- Le Livre de la jungle Traduction par Louis Fabulet et R. d'Humières. Illustrations de R. Reboussin. Paris, Delagrave, 1912. In-4, 22,5 x 28 cm. de 176 pp.
- Le Second Livre de la jungle Traduction par Louis Fabulet et R. d'Humières. Illustrations de R. Reboussin. Paris, Delagrave, 1919. In-4, 22,5 x 28 cm. de 200 pp.
- La France en guerre Traduction de C. et J. Ritt. Paris, Berger-Levrault 1915. In-16, 14 x 19 cm., de 121 pages.
- La Plus Belle Histoire Traduction par Louis Fabulet, R. d'Humières et A. Austin-Jackson. Paris, Nelson 1935, In-16, 11 x 16 cm., de 383 pp. -Toomaï des éléphants ; Riki Tiki Tawi ; Le phoque blanc ; Dans le rukh ; Comment vint la crainte ; Le fils de son père ; Un pilote non qualifié ; La tombe de ses ancêtres ; Sans bénéfice de clergé ; La Cité des Songes ; La plus belle histoire du monde
- Lettres de marque, traduction Albert Savine, P. V. Stock, Paris, 1910
- Kim Traduction par Louis Fabulet et Ch. Fontaine. Illustrations de Ch. Fouqueray, Paris, Delagrave.1921, In-4; 22,5 x 28 cm. de 279 pp.
- Un coup de fortune et autres histoires Traduction de M. Vernon et H. D. Davray, Paris Lausanne: 1931, In-16 ; 12 x 18 cm. 253 pp Paris Larousse Un coup de fortune; Lispeth - Trois et Un et… trois font quatre
- Stalky et Cie ? Traduction
- Sur le mur de la ville
- Lettres du Japon
- L'homme qui voulut être roi
- L'Histoire des Gadsby
- Le Retour d'Imray
- Le Chat maltais
- Actions et Réactions

### Contes
- Contes
- Sa majesté le roi
- Contes choisis Illustrations de Maximilen Vox. Paris, Nelson, 1930? In-16, 11 x 16 cm., de 284 pp. - Brugglesmith , mon histoire de revenant ; "Du pain sur la face des eaux" ; La déroute des Hussards blancs ; L'ami d'un ami ; Le cochon ; une escroquerie financière ; l'histoire du soldat Learoyd ; Un simple sous-lieutenant : Bê, bê, mouton noir ; L'histoire de Muhammad-Din ; L'amendement Tods.
- Du cran !
- La lumière qui faillit
- Simples contes des collines. Traduction de A. Savine. Paris, Nelson. 1912. In-16, 11 x 16 cm. de 283 pp.
- Mais ceci est une autre histoire
- Les Bâtisseurs de pont
- Histoires comme ça.
- Souvenirs, Un peu de moi-même pour mes amis connus et inconnus, traduction de S. et J. Valette. Paul Hartmann Editeur.
- Puck, lutin de la colline du même traducteur.
- Retour de Puck, du même traducteur.
- Le Miracle de Saint Jubanus, nouvelles, Rivages, 1993
- L'habitation forcée, traduction de Louis Fabulet et Robert d'Humières, illustrations de Jessie M. King, Paris, 1921, ed. R. Kieffer, 93 p. lire en ligne sur Gallica

### Poèmes
- If Le poème Si a été traduit en français par plusieurs auteurs .
- Les cinq nations, Traductions en vers de Jules Cartier, Paris Conard 1920 In 12, 15,5 × 21 cm, de 166 pp, 42 poèmes dont le poème Boots.

## Adaptations

### Au cinéma
- 1921 : Without Benefit of Clergy, film muet en noir et blanc de James Young avec Nigel De Brulier et Virginia Brown Faire
- 1923 : La Lumière qui s'éteint (The Light That Failed), film muet en noir et blanc de George Melford avec Percy Marmont
- 1937 : Capitaines courageux (Captains Courageous), film en noir et blanc de Victor Fleming avec Spencer Tracy et Freddie Bartholomew
- 1939 : Gunga Din, film en noir et blanc de George Stevens avec Cary Grant, Victor McLaglen, Douglas Fairbanks Jr. et Sam Jaffe
- 1939 : La Lumière qui s'éteint (The Light That Failed), film en noir et blanc de William A. Wellman avec Ronald Colman
- 1942 : Le Livre de la jungle (Jungle Book), film de Zoltan Korda avec Sabu
- 1950 : Kim, film de Victor Saville avec Errol Flynn et Dean Stockwell
- 1962 : Les Trois Sergents (Sergeants 3), remake situé dans l'Ouest américain de Gunga Din par John Sturges avec Frank Sinatra, Dean Martin, Peter Lawford et Sammy Davis Jr.
- 1967 : Le Livre de la jungle (The Jungle Book), film d'animation de Wolfgang Reitherman
- 1975 : L'Homme qui voulut être roi (The Man Who Would Be King), film de John Huston avec Sean Connery, Michael Caine et Christopher Plummer dans le rôle de Rudyard Kipling
- 1994 : Le Livre de la jungle (Rudyard Kipling's The Jungle Book), film de Stephen Sommers avec Jason Scott Lee
- 1997 : Les Nouvelles Aventures de Mowgli (en) (The Second Jungle Book: Mowgli & Baloo), film de Duncan McLachlan (en) avec Jamie Williams
- 1998 : The Jungle Book: Mowgli's Story, vidéofilm de Nick Marck avec Brandon Baker
- 2003 : Le Livre de la jungle 2 (The Jungle Book 2), film d'animation de Steve Trenbirth
- 2016 : Le Livre de la jungle (The Jungle Book), film mêlant prise de vues réelle et animation de Jon Favreau
- 2018 : Mowgli : La Légende de la jungle (Mowgli: Legend of the Jungle), film mêlant prise de vues réelle et animation d'Andy Serkis

### À la télévision
- 1977 : Capitaines courageux (Captains Courageous), téléfilm de Harvey Hart avec Karl Malden
- 1984 : Kim (en), téléfilm de John Davies avec Peter O'Toole et John Rhys-Davies
- 1989 : Le Livre de la jungle (Janguru Bukku Shōnen Mōguri), série télévisée d'animation
- 1996 : Le Livre de la jungle, souvenirs d'enfance (Jungle Cubs), série télévisée d'animation
- 1998 : Les Nouvelles Aventures de Mowgli, série télévisée
- 2007 : Mon fils Jack (My Boy Jack), téléfilm de Brian Kirk avec Daniel Radcliffe dans le rôle du fils de Rudyard Kipling
- 2010 : Le Livre de la jungle (The Jungle Book), série télévisée d'animation

### En albums pour enfants
- 2011 : Le chat qui s'en va tout seul de Yann Dégruel
- 2010 : L'enfant d'éléphant de Yann Dégruel
- 2013 : Les Taches du léopard de Sean Tulien, dessins et couleur de Pedro Rodriguez, édité chez Emmanuel Proust

### Pour la musique
Le compositeur français Charles Koechlin a écrit tout au long de sa vie un cycle orchestral comportant quatre poèmes symphoniques et trois mélodies orchestrales d'après Le Livre de la jungle :
- Trois poèmes de Kipling pour mezzo-soprano, baryton, ténor, chœur et orchestre (opus 18), composée de 1899 à 1901
- La Course de printemps (opus 95), composée en 1911 (orchestré entre 1925 et 1927)
- La Méditation de Purun Bhagat (opus 159), composée entre août et septembre 1936
- La Loi de la jungle (opus 175), composée en juillet 1939 (orchestré en décembre)
- Les Bandar-Log (opus 176), composée en juillet et août 1939 (orchestré en janvier 1940)

## Hommages et mentions
- Rudyard Kipling est à l'origine, de façon involontaire, d'un sigle informatique : TWAIN.

### Littérature
- Il apparaît dans Le Livre de Kipling (Masque no 2222, 1995) de François Rivière.

### Filmographie

#### Cinéma
- En 1939, Reginald Sheffield joue son rôle dans Gunga Din.
- En 1944, Paul Scardon le joue dans Les Aventures de Mark Twain.
- En 1975, Christopher Plummer joue son rôle dans L'Homme qui voulut être roi.
- En 2007, David Haig joue son rôle dans Mon fils Jack.

#### Télévision
- En 1966, dans l'épisode 14 de la saison 1 de Au cœur du temps, David Watson joue son rôle.
- Dans l'épisode 6 de la saison 4 de la série Grimm, les deux personnages principaux découvrent que Kipling était lui aussi un Grimm[38].